# Fórmula Mágica da Paz
"Fórmula Mágica da Paz" é uma canção do grupo de rap brasileiro Racionais MC's, composta por Edi Rock e Mano Brown, esta canção esta presente no álbum Sobrevivendo no Inferno, de 1997.

## Histórico
Em entrevista ao programa Roda Viva, da TV Cultura, Mano Brown contou que compôs a canção entre 1996, quando morava na Cohab:

Aí o que acontece, problema de moradia na minha vida sempre foi muito constante, sempre foi o que, o problema da minha vida foi moradia.

 Em outro trecho da entrevista, o compositor explicou sua ideia na época era expressar sua "lealdade a uma quebrada" e a possibilidade de viver em um bairro mesmo com graves sociais problemas, mas que mais tarde passou a entender as pessoas que querem sair de um bairro carente:

Eu aprendi a entender isso. Porque existem lugares onde o problema é crônico, não vai resolver. Como você vai resolver uma situação de uma favela?

## Conteúdo lírico
Composta e cantada por Mano Brown, "Fórmula Mágica da Paz" narra em primeira pessoa a visão do morador de  sobre a dura realidade de sua comunidade pobre, anunciado logo no primeiro verso da letra ("Essa porra é um campo minado"). No segundo verso, o narrador cogita abandonar o local ("Quantas vezes eu pensei em me jogar daqui"), mas ele pondera e expressa lealdade a sua "quebrada" ("Mas, aí, minha área é tudo o que eu tenho / A minha vida é aqui e eu não preciso sair / É muito fácil fugir mas eu não vou / Não vou trair quem eu fui, quem eu sou").
O narrador esforça-se em não ficar alheio aos acontecimentos à sua volta ("Eu tento adivinhar o que você mais precisa"), se revelando preocupado com os problemas cotidianos de sua "quebrada", como a falta de moradia ("Levantar sua goma") e os conhecidos na cadeia ("Um advogado pra tirar seu mano").
Outra preocupação do narrador, presente o tempo todo na narrativa, é com a morte. Embora agradeça "a Deus e aos Orixás" por ter escapado dela, ele é consciente de sua dimensão numérica ("Muito velório rolou de lá pra cá"), demonstrando pesar pelas mães que perdem seus filhos ("Qual a próxima mãe que vai chorar?"), e ciente de a morte é quase o destino inevitável para "outros manos"  que "foram longe demais/ Cemitério São Luís aqui jaz.
Ainda que por poucos momentos, o narrador abre uma brecha para a contemplação e o lirismo, uma "sublimação dos sentidos, algum sentimento de elevação ou de alegria" segundo a psicanalista Maria Rita Kehl, quando ele acorda cedo "pra ver, em uma sentir a brisa de manhã e o sol nascer". Em seguida,  relembra sua infância ("Quinze anos atrás eu tava ali no meio / Lembrei de quando era pequeno, eu e os cara...") ao contemplar o céu repleto de pipas, o que Kehl compara a uma "Madeleine dos pobres", onde as pipas criam um espaço de beleza que se eleva sobre o "campo minado" da miséria cotidiana.
Mas logo a morte violenta reaparece na narrativa. A "fórmula mágica" proposta do narrador para escapar desse destino é recusar a violência das armas ("Descanse o seu gatilho") e buscar a paz ("Demorou, mas hoje eu posso compreender, que malandragem de verdade é viver").

## Base musical
KL Jay criou a base para a letra da canção a partir de "Attitudes", do grupo de R&B The Bar-Kays.

## Ligação externa
- Letra de Fórmula Mágica da Paz